# Міністерство вищої освіти Української РСР
Міністерство вищої освіти Української РСР — союзно-республіканське міністерство, входило до системи органів вищої освіти СРСР і підлягало в своїй діяльності Раді Міністрів УРСР і Міністерству вищої освіти СРСР.

## Історія
Утворене в 1955 році. З 1959 року мало назву Міністерство вищої і середньої спеціальної освіти Української РСР.

## Міністри вищої освіти  УРСР
- Коваль Борис Андронікович (1955—1959)
- Скаба Андрій Данилович (1959—1959)

## Міністри вищої і середньої спеціальної освіти УРСР
- Даденков Юрій Миколайович (1960—1973)
- Єфіменко Георгій Григорович (1973—1984)
- Пархоменко Володимир Дмитрович (1984—1991)